# Anthony Burgess
Pour les articles homonymes, voir Burgess.
Œuvres principales
- L'Orange mécanique (1962)
- Les Puissances des ténèbres (1980)

Anthony Burgess, de son nom complet John Anthony Burgess Wilson, est un écrivain, musicien et linguiste britannique, né le 25 février 1917 à Hapurhey, Manchester (Angleterre) et mort le 25 novembre 1993 à St. John's Wood à Londres. 
Son nom de plume, Burgess, était celui de sa mère.

## Biographie
Né en 1917, il étudie, dans les années 1930, la linguistique et la littérature. 
De 1940 à 1946, il sert dans l'armée britannique.
Il a été enseignant en Angleterre ainsi qu'en Malaisie, mais il a d'abord été compositeur : il a écrit deux symphonies, des sonates, et des concertos. 
Il ne se tourne que plus tard vers l'écriture. En 1956, il écrit une trilogie satirique sur le colonialisme, inspirée par sa vie en Malaisie.
En 1959, les médecins croient qu'il a une tumeur au cerveau, ce qui le fait travailler plus. En une année, il publie cinq romans, et écrira très souvent à partir de cette époque. Il écrit énormément de critiques littéraires, des essais sur Shakespeare et Joyce, des articles de journaux, une vingtaine de romans souvent cruels et caustiques. 

Anthony Burgess reste surtout connu comme l'auteur de L'Orange mécanique (1962), roman d'anticipation sur la violence de la jeunesse dans une société future, corrompue et cynique, porté à l'écran en 1971 par Stanley Kubrick.

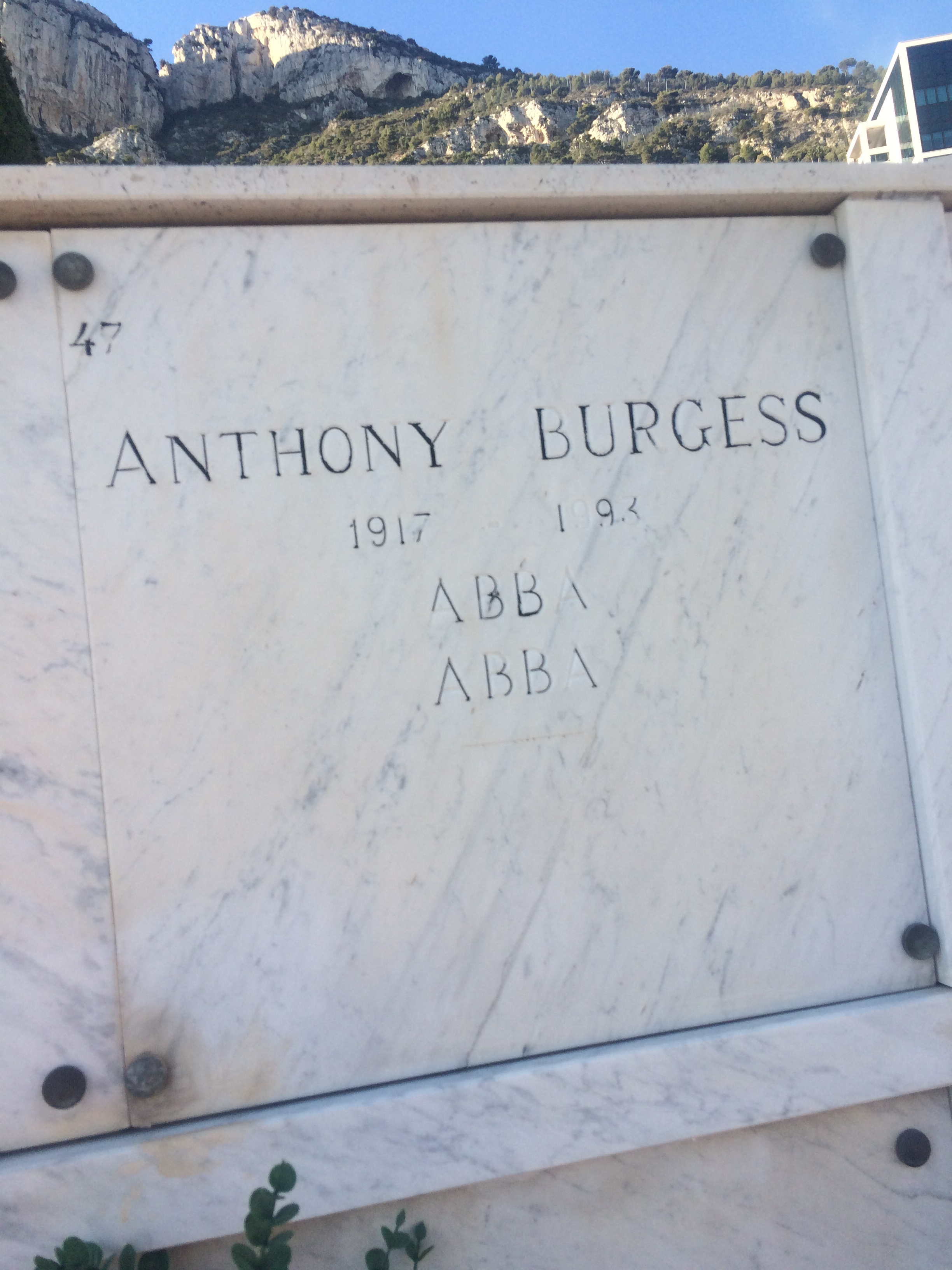
Plaque funéraire au cimetière de Monaco.

En 1980, Burgess publie Les Puissances des ténèbres, que nombre de lecteurs et de critiques considèrent comme étant son roman le plus achevé. Ce roman intègre les thématiques les plus chères à Burgess : libre-arbitre, manichéisme, création artistique, etc.
Il crée également l'Ulam, langage préhistorique fictif, pour le film La Guerre du feu (1981).
C'est le premier écrivain à recevoir, en 1983, le prix Malaparte.
Il meurt à St. John's Wood à Londres, d'un cancer du poumon, en novembre 1993, à l'âge de 76 ans. Il est enterré au cimetière de Monaco ; sa plaque porte l'inscription Abba, Abba, dernières paroles que le Christ prononça sur la Croix.

## Œuvre

### Romans

#### TrilogieThe Long Day Wanes
- Time for a Tiger (1956)
- The Enemy in the Blanket (1958)
- Beds in the East (1959)

#### QuatuorEnderby
- Inside Mr. Enderby (1963), signé Joseph Kell Publié en français sous le titre Monsieur Enderby, Paris, Acropole, 1983
- Enderby Outside (1968)
- The Clockwork Testament, or Enderby's End (1974) Publié en français sous le titre Le Testament de l'orange, Paris, Robert Laffont, coll. Pavillons, 1975 ; réédition, Paris, Le Livre de poche no 5736, 1983 ; réédition, Paris, Pocket no 4354, 1996 ; réédition, Paris, Robert Laffont, coll. Pavillons poche, 2011
- Enderby's Dark Lady, or No End of Enderby (1984)

#### Autres romans
- The Right to an Answer (1960) Publié en français sous le titre Mr Raj, Paris, Le Cherche Midi, coll. Ailleurs, 2003
- The Doctor is Sick (1960) Publié en français sous le titre Le docteur est malade, Paris, Le Cherche Midi, coll. Ailleurs, 2001 ; réédition, Paris, 10/18 no 3492, 2003
- The Worm and the Ring (1960)
- Devil of a State (1961)
- One Hand Clapping (novel)|One Hand Clapping (1961), signée Joseph Kell
- A Clockwork Orange (1962), adapté au cinéma par Stanley Kubrick en 1971 sous le titre Orange mécanique (A Clockwork Orange) Publié en français sous le titre L'Orange mécanique, Paris, Robert Laffont, coll. Pavillons, 1964 ; réédition, Paris, Le Livre de poche no 5017, 1977 ; réédition, Paris, Robert Laffont, coll. Classiques Pavillons, 1984 ; réédition, Paris, Pocket no 4228, 1994 ; réédition, Paris, Robert Laffont, coll. Pavillons poche, 2010
- The Wanting Seed (1962) Publié en français sous le titre La Folle Semence, Paris, Robert Laffont, coll. Pavillons, 1973 ; réédition, Paris, Le Serpent à plumes, coll. Motifs no 131, 2001
- Honey for the Bears (1963) Publié en français sous le titre Du miel pour les ours, Paris, Acropole, 1980 ; réédition, Paris, Le Livre de poche no 7353, 1991 ; réédition, Paris, Le Serpent à Plumes, coll. Motifs no 147, 2002
- The Eve of St. Venus (1964)
- Nothing Like the Sun: A Story of Shakespeare's Love Life (1964)
- A Vision of Battlements (1965)
- Tremor of Intent: An Eschatological Spy Novel (1966) Publié en français sous le titre Un agent qui vous veut du bien, Paris, Denoël, 1969 ; réédition, Paris, Gallimard, Folio no 394, 1973
- M/F (1971)
- Napoleon Symphony: A Novel in Four Movements (1974) Publié en français sous le titre La Symphonie Napoléon, Paris, Robert Laffont, 1977 ; réédition, Paris, Le Livre de poche no 5159, 1978
- 1975 : Moïse (Moses the Lawgiver) de Gianfranco De Bosio
- Beard's Roman Women (1976) Publié en français sous le titre Rome sous la pluie, Paris, Seghers, 1978 ; réédition, Paris, Le Livre de poche no 14140, 1997
- Abba Abba (1977)
- 1985 (1978) Publié en français sous le titre 1984-85, Paris, Robert Laffont, 1979
- Man of Nazareth (1979), novélisation du scénario de la mini-série Jésus de Nazareth Publié en français sous le titre L'Homme de Nazareth, Paris, Robert Laffont, 1977 ; réédition, Paris, Le Livre de poche no 5221, 1979 ; réédition, Paris, Pocket no 10301, 1998
- Earthly Powers (1980) Publié en français sous le titre Les Puissances des ténèbres, Paris, Acropole, 1981 ; réédition, Paris, Le Livre de poche no 6100, 1985 ; réédition, Paris, Robert Laffont, coll. Pavillons poche, 2012
- The End of the World News: An Entertainment (1982) Publié en français sous le titre Dernières nouvelles du monde, Paris, Acropole, 1984 ; réédition, Paris, Le Livre de poche no 6592, 1989
- The Kingdom of the Wicked (1985) Publié en français sous le titre Le Royaume des mécréants, Paris, Grasset, 1986 ; réédition, Paris, Le Livre de poche no 6512, 1988
- The Pianoplayers (1986) Publié en français sous le titre Pianistes, Paris, Grasset, 1989 ; réédition, Paris, Le Livre de poche no 6949, 1991 ; réédition, Paris, Grasset, coll. Cahiers rouges, 1994
- Any Old Iron (1988) Publié en français sous le titre Ferraille à vendre, Paris, Grasset, 1993 ; réédition, Paris, Le Livre de poche no 14140, 1997
- Mozart and the Wolf Gang (1991) Publié en français sous le titre Mozart et Amadeus, Paris, Grasset, 1993
- A Dead Man in Deptford (1993) Publié en français sous le titre Mort à Deptford, Paris, Grasset, 1995

### Poésie
- Moses: A Narrative (1976)
- Revolutionary Sonnets and Other Poems (2002)
- Byrne (1995), roman en vers

### Théâtre
- Oberon Old and New (1985), nouveau livret pour l'opéra Carl Maria von Weber
- Blooms of Dublin: A Musical Play Based On James Joyce's Ulysses (1986)
- A Clockwork Orange: A Play With Music (1987)

### Recueil de nouvelles
- The Devil's Mode and Other Stories (1989) Publié en français sous le titre Le Mode du diable, Paris, Grasset, 1999

### Nouvelles isolées
- An American Organ (1968)
- I Wish My Wife Was Dead (1969)
- Will and Testament: A Fragment of Biography (1977), réécriture de la nouvelle Proofs of Holy Writ de Rudyard Kipling

### Littérature d'enfance et de jeunesse
- A Long Trip to Tea Time (1976)
- The Land Where The Ice Cream Grows (1979), en collaboration avec Fulvio Testa Publié en français sous le titre Le Pays où poussent les glaces, Paris, Gallimard, Folio benjamin no 67, 1982

### Autobiographie
- Little Wilson and Big God, Being the First Part of the Confessions of Anthony Burgess (1986) Publié en français sous le titre Petit Wilson et Dieu le Père, Paris, Grasset, 1996
- You've Had Your Time, Being the Second Part of the Confessions of Anthony Burgess (1990) Publié en français sous le titre Si mon temps m'était compté, Paris, Grasset, 2000

### Recueils d'articles de journal
- Urgent Copy: Literary Studies (1968)
- Homage to Qwert Yuiop: Selected Journalism 1978–1985 (1986) Publié en français sous le titre Hommage à Qwert Yuiop, Paris, Grasset, 1988 ; réédition, Paris, Le Livre de poche no 6668, 1989 ; nouvelle édition sous le titre Mais les blondes préfèrent-elles les hommes, Paris, Grasset, coll. "Cahiers rouges", 2014
- One Man's Chorus: The Uncollected Writings, ed. Ben Forkner (1998)

### Biographies
- Shakespeare (1970) Publié en français sous le titre Shakespeare, Paris, Buchet-Chastel, 1972
- Ernest Hemingway and his World (1978) Publié en français sous le titre Ce sacré Hemingway, Paris, Fayard, 1979
- Flame into Being: The Life and Work of D. H. Lawrence (1985) Publié en français sous le titre D.H. Lawrence ou le Feu au cœur, Paris, Grasset, 1990

### Essais
- English Literature: A Survey for Students (1958), édition révisée en 1974
- The Novel To-day (1963)
- Language Made Plain (1964)
- The Novel Now: A Student's Guide to Contemporary Fiction (1967)
- Re Joyce: Here Comes Everybody: An Introduction to James Joyce for the Ordinary Reader (1965) Publié en français sous le titre Au sujet de James Joyce : une introduction pour le lecteur ordinaire, Monaco/Paris, Le Serpent à plumes, 2008
- What is Pornography? (1970), essai inclus dans Perspectives on Pornography
- Joysprick: An Introduction to the Language of James Joyce (1973)
- Obscenity and the Arts (1973)
- New York (1976) Publié en français sous le titre New York, Amsterdam, Éditions Time-Life, coll. Les Grandes Cités, 1976
- A Christmas Recipe (1977)
- This Man and Music (1982)
- On Going To Bed (1982) Publié en français sous le titre Sur le lit, Paris, Denoël, 1982
- Ninety-Nine Novels: The Best in English since 1939 – A Personal Choice (1984)
- An Essay on Censorship (1989), essai sur Salman Rushdie
- On Mozart: A Paean for Wolfgang, Being a Celestial Colloquy, an Opera Libretto, a Film Script, a Schizophrenic Dialogue, a Bewildered Rumination, a Stendhalian Transcription, and a Heartfelt Homage upon the Bicentenary of the Death of Wolfgang Amadeus Mozart (1991)
- A Mouthful of Air|A Mouthful of Air: Language and Languages, Especially English (1992)
- Childhood (1996)
- Rencontre au Sommet (1998), entretiens entre Burgess and Isaac Bashevis Singer Publié en français sous le titre Rencontre au sommet, Paris, Éditions Mille et une nuits, La petite collection no 205, 1998
- Spain: The Best Travel Writing from the New York Times (2001), ouvrage en collaboration
- Return Trip Tango and Other Stories from Abroad (2003), ouvrage en collaboration

### Musique
Musicien accompli, Burgess a composé régulièrement tout au long de sa vie. Il a déclaré : « Je souhaite que les gens me pensent plutôt comme un musicien qui écrit des romans plutôt que comme un romancier qui compose aussi de la musique ». Nombre de ses œuvres furent diffusées sur la BBC de son vivant. Sa 3e Symphonie en Ut a été exécutée pour la première fois en 1975 par l'Orchestre de l'Université de l'Iowa.
Burgess décrit sa Sinfoni Melayu comme une tentative de « combiner les éléments musicaux du pays (la Malaisie) dans un langage synthétique qui requiert des tambours autochtones et des xylophones ».
La structure de son roman La Symphonie Napoléon (1974) a été calquée sur la Symphonie Héroïque de Beethoven tandis que Mozart et Amadeus imite le son et le rythme d'un composition mozartienne, tentant, entre autres, de représenter une version fictionnelle de la 40e Symphonie de Mozart. La 9e Symphonie de Beethoven joue un rôle prééminent dans L'Orange Mécanique (aussi bien que dans le film homonyme de Stanley Kubrick). Beaucoup de ses compositions inédites sont listées dans Cet Homme et la musique. Il écrivit de nombreuses pièces pour flûte à bec car son fils jouait de cet instrument. Une grande partie d'entre elles, pour flûte à bec et piano, sont regroupées dans un CD incluant la sonate no 1, la sonatine et Tre Pezzetti jouées par John Turner et le pianiste Harvey Davies (double CD incluant des œuvres de 15 autres compositeurs intitulé Anthony Burgess, L'Homme et sa Musique Metier records, septembre 2013).
Texte tiré du Wikipédia en Anglais. Pour plus d'information voir : Anthony Burgess bibliography § Selected musical compositions
Burgess traduisit le livret de Carmen de Bizet pour une représentation de l'Opéra National Anglais et adapta le Cyrano de Rostand pour une comédie musicale à Broadway en 1973. Il créa « Fleurs de Dublin » en 1982, une opérette basée sur Ulysse de Joyce retransmise par la BBC. Il écrivit le livret de l'Obéron de Weber représenté par l'Opéra Écossais d'Edimbourg.
En 1966, pour l'émission radiophonique Disques pour l'Ile Déserte, Burgess choisit ses morceaux préférés: le Rejoice in the Lord Alway de Purcell, la 13e des Variations Goldberg de Bach, la Symphonie no 1 en la-bémol majeur d'Elgar, l'Air de Walter des Maîtres Chanteurs de Wagner, Fêtes de Debussy, le Rio Grande de Lambert, la Symphonie no 1 en si-bémol mineur de Walton et On Wenlock Edge de Vaughan Williams.

## Citations
- « Du jour où vous supprimez le mal, vous en faites autant du libre-arbitre. Il est absolument nécessaire d'avoir à choisir, et cela ne peut être qu'entre le bien et le mal. Sans choix, fini l'humanité. On devient autre chose. Ou alors, on est mort. »
- « Considérer l'homme comme un consommateur, c'est tout simplement lui faire perdre son identité, sa véritable image… »
- « Heureux sont ceux dont la vie a été achevée, accomplie. »
- « L'amour et la tolérance sont la seule réponse au problème de la vie. Ce précepte, très simple, et infiniment difficile à appliquer, peut être accepté, compris par quiconque, croyant ou non-croyant. C'est la seule voie. »[1]
- « L'art, parce qu'il est liberté, est aussi subversion. Aucun État ne peut aimer les artistes, à moins qu'ils ne disent ce qu'il souhaite entendre. Ce qui est la négation de l'art. »[2]